# Joachim Sauter
Joachim Sauter (1959-10 de julio de 2021) fue un artista y diseñador alemán. Fue nombrado profesor de Arte de los Nuevos Medios y Diseño en la Universidad de las Artes de Berlín en 1991. Además, fue profesor adjunto en UCLA, Los Ángeles, en 2001.

## Educación y vida tempranas
Sauter estudió diseño en la Universidad de las Artes de Berlín, y dirección y cámara en la Academia Alemana de Cine y Televisión de Berlín. Utilizó los ordenadores como herramienta y como medio artístico desde etapas tempranas de su carrera. Como pionero en el campo de los nuevos medios de comunicación, desarrolló y consolidó ese campo de trabajo desde principio de los años 80.

## Carrera
En 1988, fundó el estudio de diseño de nuevos medios de comunicación ARTE+COM con otros diseñadores, arquitectos, técnicos, y otros artistas y científicos. Su objetivo era investigar los nuevos medios en los campos del arte y el diseño, enfatizando la transmisión de información (por su facilidad por los avances técnicos) en espacios físicos, ofreciendo experiencias más colectivas y reales que las conseguidas por una sola pantalla. Como Director de Diseño de ARTE+COM, Sauter dirigió experimentos innovadores con un grupo multidisciplinar, utilizando tecnologías nuevas para transmitir ideas más complejas explorando el potencial para el arte y las comunicación espaciales.

## Muerte y vida personales
Sauter estaba casado y tuvo un hijo. Murió el 10 de julio de 2021 a causa de una grave enfermedad.

## Proyectos con ARTE+COM (parcial)
Arte:
- 2018 "Petalclouds" – montaje cinético
- 2018 "Raffaels Péndulo" – montaje cinético
- 2017 "Chronos XXI" – montaje cinético

- 2013 "Sinfonia Cinética - La Poesía de Movimiento" @– exposición y performance en colaboración con Ólafur Arnalds
- 2013 "Gotas de Tinta al Origen" — montaje interactivo
- 2012 "Lluvia Cinética" – montaje cinético
- 2008 "Kinetic Escultura" – escultura cinética
- 2007 "Dualidad"– instalación medioambiental interactiva, Tokio
- 2002 "Detrás de las Líneas" – montaje interactivo
- 1999-2002 "El Judio de Malta" – etapa medial
- 1995-2008 "Las Formas Invisibles de las cosas Pasadas" – esculturas arquitectónicas hechas de películas
- 1992 "De-Viewe"– montaje interactivo

Diseño:
- 2008 "Esferas" – mediatectura
- 2005 "documenta mobil" – exposición móvil
- 2004 "flotante.Números" – instalación de mesa interactiva
- 2004 "Bandera austriaca" – bandera interactiva
- 1995- ? "timescope" – dispositivo de realidad aumentada[8]
- 1994 "Terravision" – la instalación interactiva que muestra una representación virtual de la Tierra que utiliza imaginería de satélite, encargado en 1994 por Deutsche Telekom[9]

## Exposiciones (parciales)
- 2013 "LeBains", París, Francia
- 2011 "Luz de Asunto II", Borusan Centro para Cultura y Artes, Estambul, Turquía
- 2010 "Espacios emotivos", Alva Aalto Museo, Aalborg, Dinamarca
- 2008 "En ciudades", Museo de Arquitectura Nacional Estocolmo, Suecia
- 2007 “De Sparc a Píxel”, Martin Gropius Bau, Berlín, Alemania
- 2006 “Venice Biennale de Arquitectura”, Pabellón alemán, Italia
- 2006 “Shanghai Biennale", China
- 2006 “Digital Transit”, ARCO, Madrid, España
- 2005 "São Paulo Biennale de Arquitectura", Brasil
- 2004 “Explorador”, Museo Nacional de Bellas artes, Taichung, Taiwán
- 2003 “Cine Futuro”, ZKM, Karlsruhe, Alemania/Lille, Francia
- 2001 “Invisible”, Museo de Arte Contemporáneo, Porto, Portugal
- 1998 “Tierras Sagradas Portátiles”, ICC, Tokio, Japón
- 1996 “Wunschmaschine, Welterfindung”, Kunsthalle Wien, Austria
- 1996 “Bajo el Capricorn”, Stedelijk Museo, Amsterdam, Netherlands
- 1995 “De nuevo Europa”, Venice Biennale, Italia
- 1993 “Artec”, Museo de Arte Moderno, Nagoya, Japón
- 1992 “Manifeste”, Centro Pompidou, París, Francia